# Bushido Blade (videojuego)
Bushido Blade (ブシドーブレード Bushidō Burēdo?) es un videojuego de lucha en 3D desarrollado por Light Weight y publicado por Squaresoft y Sony Computer Entertainment para PlayStation. El juego cuenta con combate armado uno contra uno. Su nombre hace referencia al código de honor de los guerreros japoneses, el Bushidō. Es uno de los primeros juegos de PlayStation en ser compatible con funciones analógicas, con el DualShock o el DualAnalog.
Tras su lanzamiento, el motor de lucha realista incorporado en Bushido Blade fue visto como innovador, particularmente el nuevo sistema de daño (Body Damage System) incorporado. Al año siguiente, una secuela directa, Bushido Blade 2, fue lanzada en la misma plataforma. Otro juego con un título y un sistema de juego relacionado, Kengo: Master of Bushido, también ha sido desarrollado por Light Weight, para PlayStation 2.

## Argumento
A pesar de los personajes, temas y armas similares a las establecidas en el cine de samuráis situado en el Japón Feudal, Bushido Blade tiene lugar durante la era moderna (esto se muestra, por ejemplo, cuando el jugador llega a la fase de aterrizaje de helicópteros en una gran ciudad).
Un dojo de ficción de 500 años de antigüedad conocido como Meikyokan se encuentra dentro de esta región, y enseña las disciplinas de la maestra Narukagami Shinto. Una sociedad de asesinos conocidos como Kage («sombra») también se encuentra dentro del dojo. Una vez dirigido por el honorable espadachín Utsusemi, perdió su posición contra Hanzaki, otro miembro cualificado del dojo, en una feroz batalla. Hanzaki se ganó el respeto como líder Kage, hasta que descubrió una espada maldita llamada Yugiri. Empezó a cambiar, dejando de lado el código de honor del grupo y las tradiciones mantenidas por sus estudiantes.
Un día, un miembro de Kage se escapa de los confines del dojo con sus secretos. Otros miembros de la sociedad, bajo pena de muerte, son enviados para despachar al desertor, alcanzando solo a él (o ella) dentro de las ruinas de los alrededores del Castillo del laberinto del Yin y el Yang. En el modo de un jugador, los jugadores asumen el papel del asesino que escapó (independientemente de cualquier personaje que elijan), luchando por salir mientras mata a sus compañeros uno por uno. Algunos elementos de la historia del juego cambian con cada personaje seleccionado.

## Sistema de juego
En Bushido Blade, la mayor parte de la mecánica de juego gira en torno a batallas uno contra uno en tercera persona. Sin embargo, a diferencia de la mayoría de los juegos de lucha, no hay límite de tiempo, o un medidor de estado presente durante el combate. La mayoría de los golpes causan la muerte instantánea del contrincante, al contrario que en los videojuegos tradicionales de combate, en los que se requieren muchos golpes para agotar el medidor de salud de un oponente. Es posible herir a un oponente sin tener que matarlo. Con el sistema de daños incorporado (Body Damage System), los luchadores son capaces de reducir las fuerzas del oponente mediante el uso de armas, pudiendo disminuir su ataque y la velocidad, o paralizar sus piernas, obligándolos a gatear. Cabe destacar que para el lanzamiento en América del Norte de Bushido Blade hubo un cambio gráfico de menor importancia: se añadió la sangre, en sustitución del flash de color amarillo que aparecía en la versión japonesa al realizar un golpe fatal.
El juego cuenta con ocho armas para elegir en la mayoría de modos, incluyendo katana, nodachi, espada larga, espada bastarda, sable, naginata, espada ropera y maza. Cada arma tiene su propio peso y longitud, teniendo cada una diferentes características como poder, velocidad y la capacidad de bloquear ataques. Mediante el sistema Motion Shift System, el jugador puede ejecutar un abanico de combinaciones de ataque activables por distintas secuencias de botones de la palanca de mando, por ejemplo un golpe de un arma puede ser inmediatamente seguido por otro.

## Recepción y crítica
Bushido Blade se puso a la venta en ciertas tiendas de conveniencia japonesas antes de su lanzamiento oficial, en una decisión que Square ya había tomado anteriormente con su exitoso Final Fantasy VII en las tiendas Lawson. Bushido Blade fue el vigesimoquinto videojuego más vendido en Japón en 1997, con un total de casi 388.000 copias. En noviembre de 2000, Bushido Blade fue votado por los lectores de la revista Weekly Famitsu como el número 85 de sus 100 videojuegos de PlayStation preferidos de todos los tiempos. El juego fue relanzado más tarde, junto con un conjunto de otros títulos de Square Enix, bajo el sello «Legendary Hits». El juego también fue agregado a la lista de PSOne Classics en la PlayStation Store japonesa en 2008.
Bushido Blade fue bien recibido por la crítica en América del Norte. IGN calificó el juego con un 8,7 de 10. En el análisis se afirmaba que «no puedo recomendar Bushido Blade lo suficiente. Simplemente increíble». La mecánica de juego es considerada extraña por algunos analistas, afirman que requiere algo de práctica. Desde GameSpot se calificó al título de forma similar, otorgándole un 8,9 sobre 10, indicando que «Bushido Blade es un éxito notable». En 2006, el juego fue clasificado con el número 190 en la lista de los 200 mejores videojuegos de su tiempo de 1UP.com. En 2010, GamesRadar incluyó a Bushido Blade en la lista de los siete «videojuegos de los años 90 que necesitan remakes HD».